# Geranomyia diabolica
Geranomyia diabolica là một loài ruồi trong họ Limoniidae. Chúng phân bố ở vùng Tân nhiệt đới.